# Дікс (Нью-Йорк)
Дікс (англ. Dix) — місто (англ. town) в США, в окрузі Скайлер штату Нью-Йорк. Населення — 3757 осіб (2020).

## Демографія
Згідно з переписом 2010 року, у місті мешкали 3864 особи в 1616 домогосподарствах у складі 985 родин. Було 1779 помешкань
Расовий склад населення:
| - 96,9 % — білих - 0,6 % — азіатів - 0,4 % — корінних американців - 0,3 % — чорних або афроамериканців |

До двох чи більше рас належало 1,6 %. Частка іспаномовних становила 1,1 % від усіх жителів.
За віковим діапазоном населення розподілялося таким чином: 20,7 % — особи молодші 18 років, 60,7 % — особи у віці 18—64 років, 18,6 % — особи у віці 65 років та старші. Медіана віку мешканця становила 44,1 року. На 100 осіб жіночої статі у місті припадало 93,0 чоловіків;  на 100 жінок у віці від 18 років та старших — 89,1 чоловіків також старших 18 років.
Середній дохід на одне домашнє господарство  становив 58 709 доларів США (медіана — 42 616), а середній дохід на одну сім'ю — 68 981 долар (медіана — 59 975). Медіана доходів становила 54 432 долари для чоловіків та 37 188 доларів для жінок. За межею бідності перебувало 13,7 % осіб, у тому числі 17,3 % дітей у віці до 18 років та 2,3 % осіб у віці 65 років та старших.
Цивільне працевлаштоване населення становило 1757 осіб. Основні галузі зайнятості: освіта, охорона здоров'я та соціальна допомога — 27,0 %, мистецтво, розваги та відпочинок — 13,3 %, виробництво — 12,4 %.